# 尊厳 (キルギスの政党)
尊厳（そんげん）は、キルギス共和国の政党である。キルギス北部で人気のあるフェリックス・クロフが結成した政党。キルギス語で、「尊厳」は、アル＝ナムィス（Ар-Намыс）と表記する。

## 概要
尊厳党は、1999年7月9日に結成された。同日、設立会議が開かれ、政治会議、監査委員会、議長（フェリックス・クロフ）の選出が行われ、党規約と綱領が承認された。同年8月19日、政党「尊厳」（アル＝ナムィス）として法務省に登録。
2000年1月5日、第1回党会議が開かれ、党規約と綱領が修正された。同年4月2日、党首クロフが逮捕されたことと関連して、第2回党会議が開かれた、党は地下活動に移った。
尊厳党は、「アタ・メケン」、「エルキンディク」、人民党と共に、2001年11月3日に創設されたキルギスタン人民会議に加盟しており、党首クロフがその議長に選出された（同会議には、2002年にキルギスタン社会民主党が加盟し、「エルキンディク」が脱退した）。
2004年のチューリップ革命後、活動を再開。
2015年の国会選挙で議席を喪失。

## 組織
尊厳党の最高機関は、年に1回以上開かれる党会議である。党首、政治会議、地域支部の多数の要求により、臨時又は緊急会議が開かれることもある。
党会議間の指導機関は、党首（議長）と政治会議である。党の財政の管理は、監査委員会が実施する。党首の任期は3年。政治会議は5～15人、監査委員会は3～5人から成り、任期は同じく3年である。

## 歴代党首
- フェリックス・クロフ（1999年7月9日 -）